# Mosquée Assalam de Saint-Quentin
La mosquée Assalam (traduction : La paix) est une mosquée française localisée à Saint-Quentin, dans l'Aisne.  
Elle est située 2 rue Marcel Bugain, dans le quartier du Vermandois de Saint-Quentin. Le lieu de culte est géré par les fidèles locaux à travers l'Association islamique et culturelle de l'Aisne (AICA). Inaugurée en 1987, elle est la première  « véritable mosquée » du département. 

## Historique

### La genèse du projet
Au cours de l'année 1986 une dizaine de fidèles de la ville de Saint-Quentin priait dans le sous-sol d'une église du quartier du Vermandois mise à leur disposition.  
Ils fondent le 23 mai 1986, par déclaration à la sous-préfecture de Saint-Quentin, une association loi de 1901 : l'Association islamique et culturelle de l’Aisne (AICA). Son objet original est ainsi libellé : « l'association a pour objectif d'aider les musulmans dans l’accomplissement de leurs devoirs religieux ; d'enseigner le Coran et la langue arabe pour le comprendre ». Son siège social se situe, à cette période, rue Jean-Zay, dans la cité Vermand.  
Le 5 avril 1989, consciente de son rôle social, l'association fait l'objet, par voie de déclaration, de plusieurs modifications. Un additif à l'objet est ajouté : « prévenir les jeunes de la délinquance et leur porter assistance ; faire connaître l’islam aux non-musulmans ; aider les déshérités ; fonder des mosquées et salles de prière pour la réalisation de ces objets ». Le siège social est déplacé pour connaître son adresse définitive : « mosquée Assalam, 2, rue Marcel-Bugain, 02100 Saint-Quentin ».  

### Les débuts de la mosquée
En 1987, l'AICA rachète un immeuble, ancien magasin, pour en faire une véritable mosquée. Celle-ci bénéficie, en 1997, d'un agrandissement notable : une partie des immeubles attenant à la salle de prière sont incorporés. 
En 2010 d'autres travaux importants sont réalisés lui donnant la majeure partie de sa forme actuelle, accompagnée d'un minaret de 9 mètres. L'entièreté de ses financements provient des dons de ses fidèles. 